# حارة راس عمران (البريقه)
حارة راس عمران هي إحدى حارات حي عمران الواقع بمديرية البريقة التابعة لمحافظة عدن، بلغ تعداد سكانها 469 نسمة حسب تعداد اليمن لعام 2004.